# Michel Bras
Michel Bras (Gabriac, 4 de noviembre de 1946) es un chef francés. Su estilo de cocina se describe como creativo a menudo asociado con su uso de las hierbas frescas y flores comestibles. También ha creado la receta de una famosa galleta con coulant de chocolate.

## Biografía
Él y su hijo llevan a su cargo un restaurante y hotel en Laguiole, en el departamento Aveyron. Michel Bras aprendió a cocinar de su madre que le enseñó a preparar el plato aligot con la maestría de los tiempos clásicos. A comienzos de los años noventa es visitado por Ferrán Adriá y algunos de sus compañeros restauradores del El Bulli y parece haber sido una influencia del cocinero español.
Su restaurante fue votado en la séptima posición dentro de la lista de mejores restaurantes del mundo, lista mantenida por la Restaurant (magazine) Top 50 en el año 2008. Renunció a sus tres estrellas Michelin en septiembre de 2017 y no apareció en la edición de 2018.

## Bibliografía

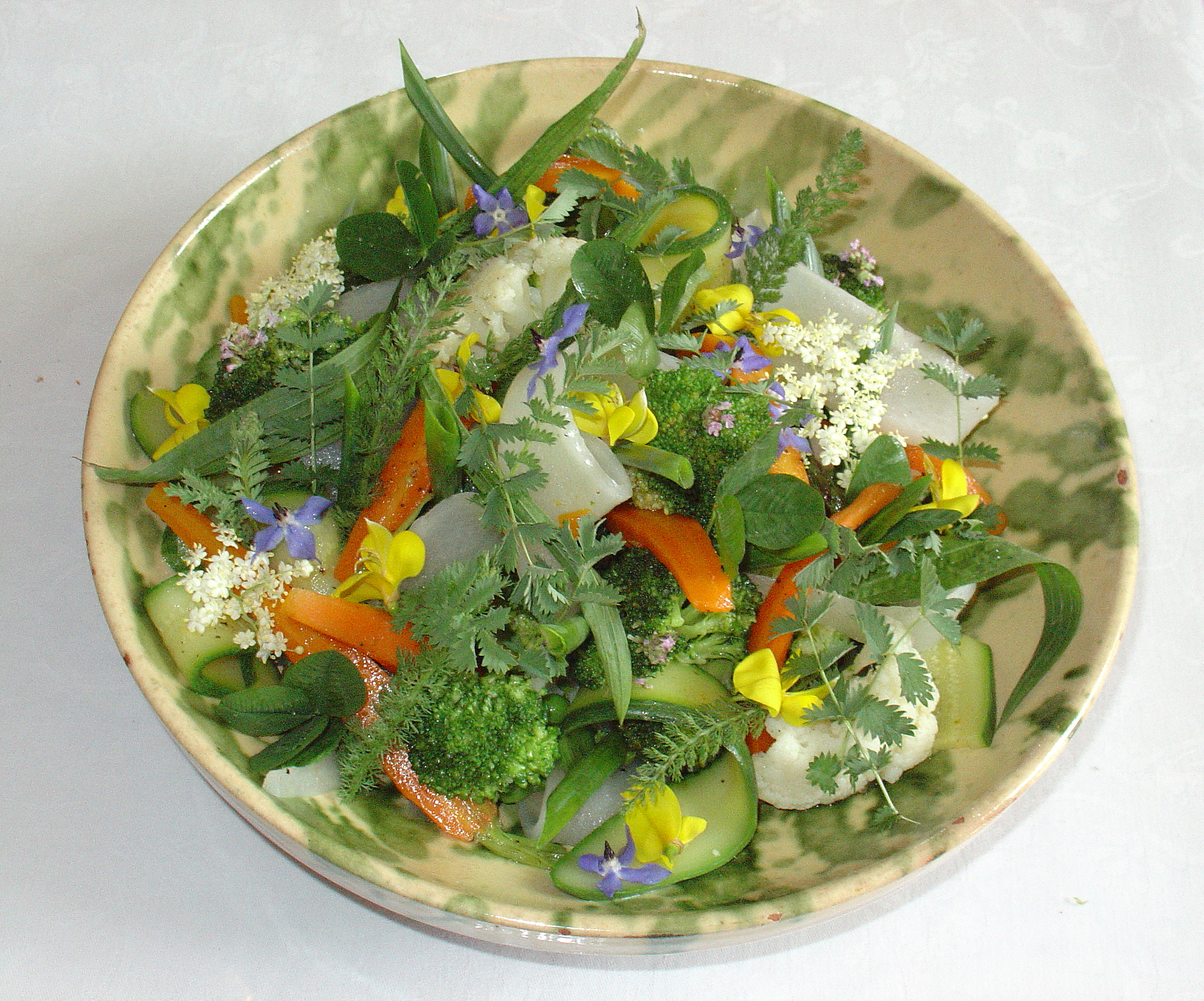
Gargouillou de verduras